# Desmodium ghiesbreghtii
Desmodium ghiesbreghtii är en ärtväxtart som beskrevs av William Botting Hemsley. Desmodium ghiesbreghtii ingår i släktet Desmodium och familjen ärtväxter. Inga underarter finns listade i Catalogue of Life.